# فرودگاه پام آیلند
فرودگاه پام آیلند (به انگلیسی: Palm Island Airport) یک فرودگاه با کد یاتا PMK است که یک باند فرود بتن دارد و طول باند آن ۱۱۳۷ متر است. این فرودگاه در کشور استرالیا قرار دارد.